# Batalla de San Antonio
La Batalla de San Antonio se libró en el departamento de Salto (Uruguay) el 8 de febrero de 1846, en los galpones o tapera del “saladero de Don Venancio”, cerca del arroyo San Antonio y de la ciudad de Salto. Formó parte de la Guerra Grande entre el gobierno presidido por Manuel Oribe, el gobierno del Cerrito, apoyado por el gobierno de Buenos Aires de Juan Manuel de Rosas, y el gobierno de la Defensa, presidido en ese momento por Joaquín Suárez. En ella, el combatiente italiano Giuseppe Garibaldi triunfó sobre las fuerzas de Oribe que estaban bajo el mando del general Servando Gómez.

## Descripción
Las fuerzas de Oribe estaban bajo el mando del general Servando Gómez, veterano militar de la independencia a cuyas órdenes servían algunos jefes que respondían a Juan Manuel de Rosas, entre ellos el coronel Cesareo Domínguez, comandante del batallón Patricios de Buenos Aires. 
Del lado de Garibaldi estaban el coronel Bernardino Báez; jefe de las fuerzas de caballería y la Legión Italiana compuesta de 4 compañías.
Las compañías de la Legión Italiana, apoyadas por fuerzas de caballería del coronel Bernardino Báez que luego se retiraron hacia Salto, resistieron con éxito los ataques de las fuerzas de infantería y caballería muy superiores en número (con una relación de 4 a 1), al mando de Servando Gómez. Tras trece horas de resistencia, narraba Garibaldi:

hicimos una retirada al Salto, quedamos más de ciento salvos y sanos. Los que no estaban más que levemente heridos marchaban a la cabeza, conteniendo al enemigo cuando se acercaba demasiado” 

La batalla fue de gran importancia para Garibaldi y su Legión Italiana, que tuvo un mayor reconocimiento e importancia. 
Es de las batallas más famosas libradas por Garibaldi en Sudamérica. En el septiembre siguiente Garibaldi fue recibido en Montevideo como héroe nacional, luego de que el gobierno de la Defensa emitiera un decreto el 24 de febrero de 1846, agradeciéndole por esa "gloriosa jornada" a los combatientes que tan gallardamente resistieron la tenaz carga de las fuerzas de Gómez.
El decreto sostenía que en la bandera de la Legión Italiana se inscribiera con letras de oro, sobre la parte superior del Vesubio estas palabras: "Hazaña del 8 de febrero de 1846 realizada por la Legón Italiana a las órdenes de Garibaldi", que los nombres de los que combatieron ese día serán inscriptos en un cuadro que se colocará en la Casa de Gobierno, que la familia de estos que tengan opción a pensión reciban el doble, que fueran galardonados con un escudo que usarán en el brazo izquierdo con la inscripción coronada por una orla de laureles "Invencibles combatieron el 8 de febrero de 1846".
El pintor Mauricio Rugendas pintó el óleo Retorno de Garibaldi después del combate de Santo Antonio cuando el pintor se encontraba en Río de Janeiro. El cuadro, que no está firmado, representa el recibimiento que tuvo Garibaldi y sus legionarios cuando regresaron a Montevideo, meses después de la batalla, en septiembre de 1846. La escena transcurre a las afueras de la ciudad, en la zona de La Aguada.